# Dennstedt
Dennstedt ist ein besonders im Thüringer Raum (Erfurt – Sömmerda) und in Sachsen-Anhalt häufiger Familienname.

## Namensträger
- August Wilhelm Dennstedt (1776–1826), Naturwissenschaftler, Arzt und Autor. Zudem war er Bürgermeister in Magdala und seit 1818 wissenschaftlicher Leiter des Botanischen Gartens Belvedere in Weimar.
- Max Dennstedt (1852–1931), deutscher Chemiker
- Severa Dennstedt (1893–1971), deutsche Malerin und Schriftstellerin
- Thomas Dennstedt (* 1959), deutscher Fußballnationalspieler